# Ophiosteira
Ophiosteira is een geslacht van slangsterren uit de familie Ophiuridae.

## Soorten
- Ophiosteira antarctica Bell, 1902
- Ophiosteira bullivanti Fell, 1961
- Ophiosteira debitor Koehler, 1922
- Ophiosteira echinulata Koehler, 1922
- Ophiosteira koehleri A.H. Clark, 1917
- Ophiosteira rotundata Koehler, 1922